# Лембетска джамия
Хасан Фехми паша джамия, още Фариде Ханъм джамия или Лембетската джамия (на гръцки: Τζαμί του Λεμπέτ; на турски: Lembet Camii), е бивш мюсюлмански храм в солунското предградие Лембет (Евкарпия), Гърция.

## История
Джамията е построена в 1321 година от егира (1905 година от Христа) на територията на солунските казарми от валията на Солун Хасан Фехми паша. Предназначена е да обслужва религиозните нужди на войниците и е смятана за една от най-новите в града. Минарето на джамията е разрушено в 1925 година заедно с минаретата на всички джамии в страната. Джамията е интересна с архитектурата си и с вътрешната си украса. Сградата има правоъгълен план с размери 18,15 m х 13,45 m, леко издължена на изток. На етажа е запазен михрабът с извит връх, увенчан с назъбена украса, фланкиран от гипсови пиластри с коринтски капители.
На 2 декември 2003 година сградата е обявена за паметник на културата. В 2005 година, заради разширяването на улица „Лангадас“, джамията е преместена с 25 m, като ориентацията на храма към свещения за мюсюлманите град Мека е запазена.
В началото на XXI век се обсъжда въпросът джамията да бъде върната на мюсюлманското вероизповедания в града, за да задоволява религиозните нужди на солунските мюсюлмани.